# Военна служба
Военната служба е служба на лице в армия или друга войска, било то като доброволна работа или в резултат на задължителна военна повинност.
Някои държави изискват определен период на военна служба от всеки гражданин освен в специални случаи (физически, психически разстройства или религиозна вяра). Повечето държави с военна повинност набират единствено мъже, но няколко държави набират също и жени, например Финландия, Норвегия, Швеция, Северна Корея, Израел и Еритрея набират войници и от двата пола. Само в Норвегия, Финландия и Швеция мъжете и жените прослужват с еднакви условия. Други държави имат система на военна повинност, но не я прилагат активно. Страните, които имат военна повинност, обикновено разчитат гражданите да изберат кариера във въоръжените сили.
Съществуват и държави с въоръжени сили, които нямат военна повинност, като например повечето членки на НАТО и ЕС. Вместо това те насърчават военната професия, за да привличат и набират платени войници. Някои държави не разполагат с въоръжени сили и вместо това разчитат на въоръжените сили за сигурност – полиция, брегова охрана и други.

## Военна служба в България
В България военната повинност е отменена. Последните наборници са освободени на 25 ноември 2007 г. Преди това съществува задължителна наборна военна служба от 1881 г. до 1919 г. и от 1938 г. до 2007 г., за всички мъже от 18- до 27-годишна възраст. Продължителността на службата зависи от образователната степен на наборника. 
За завършилите средно образование мъже задължителната военна служба е:
- От 1881 до 1990 г. – 2 години.
- От 1990 до 1997 г. – 1 година и 6 месеца.
- От 1997 до 2001 г. – 1 година.
- От 2001 до 2007 г. – 9 месеца.

За завършилите висше образование мъже задължителната военна служба е:
- От 1944 до 1990 г. – 1 година и 6 месеца.
- От 1990 до 1997 г. – 1 година.
- От 1997 до 2001 г. – 9 месеца.
- От 2001 до 2007 г. – 6 месеца.

Завършилите средно образование постъпват на задължителна военна служба, като военнослужещи от войнишкия състав с военно звание редник (за ВМС – матрос). На тях могат да се присвояват впоследствие и следващи войнишки и сержантски (за ВМС – старшински) военни звания.
Завършилите висше образование постъпват в школите за запасни офицери (ШЗО), като им се присвояват младши офицерски звания (от младши лейтенант до капитан). Има случаи, в които запасни офицери получават и старши офицерски звания (от майор до полковник).
На всеки военнослужещ на задължителна или в по-късни години наричана наборна военна служба, се издава военна книжка, заверена от командира или началника на поделението, в което войникът служи военната си служба. Военната книжка е официалният документ, удостоверяващ изпълнението на военна служба. След уволнението е официален документ на военния отчет на запасния или наричан по-късно резервист от мобилизационния резерв от войнишкия и сержантския състав. На запасните офицери след уволнението им от задължителна военна служба се издава специална военно-отчетна книжка на офицера от запаса, която е официалния им документ в запаса или по-късно в мобилизационния резерв.